# Campeonato Mundial de Ginástica Artística
Os Campeonatos Mundiais de Ginástica Artística são os campeonatos mundiais de ginástica artística regidos pela Fédération Internationale de Gymnastique (FIG). A primeira edição dos campeonatos foi realizada em 1903, exclusivamente para ginastas masculinos. Desde a décima edição do torneio, em 1934, as provas femininas são realizadas em conjunto com as provas masculinas.
A FIG foi fundada em 1881 e foi originalmente intitulada FEG (Fédération Européenne de Gymnastique), mas mudou seu nome em 1921, tornando-se a Fédération Internationale de Gymnastique (FIG); essa mudança de nome se correlaciona aproximadamente com o nome real do Campeonato Mundial. Embora os primeiros jogos desse tipo tenham sido realizados em 1903, eles não foram inicialmente intitulados 'Campeonatos Mundiais'. A primeira competição realmente chamada de 'Campeonato Mundial' foi uma competição realizada em 1931 que, embora referida em uma publicação oficial da FIG como o "Primeiro Campeonato Mundial Artístico Masculino", muitas vezes parece ser ignorada por várias autoridades no esporte. Os campeonatos anteriores à década de 1930, começando em 1903, acabariam sendo reconhecidos, retroativamente, como Campeonatos Mundiais.
Embora a FIG tenha mudado seu nome de FEG em 1921, a verdadeira natureza transcontinental do esporte não começaria a mudar no nível do Campeonato Mundial até um momento substancialmente posterior. Talvez a primeira delegação não europeia a participar de um Campeonato Mundial tenha sido o México, que enviou uma equipe masculina que viajou todo o caminho para competir no Mundial de 1934 em Budapeste, um empreendimento transatlântico que eles repetiram nos Jogos Olímpicos de Verão de Londres de 1948 - uma rara aparição de uma delegação não europeia, mesmo 14 anos depois.
Foi no mesmo Campeonato Mundial de 1934, em Budapeste, que finalmente houve a primeira competição feminina:45 em um campeonato mundial, apesar das mulheres terem participado de vários campeonatos mundiais desde a primeira competição internacional em 1903.
Talvez o primeiro contingente africano tenha sido o egípcio que ofereceu uma equipe masculina completa no Campeonato Mundial de 1950 em Basileia. Na época desses Campeonatos Mundiais, um total de 60 atletas do sexo masculino de 6 países e 53 atletas do sexo feminino de 7 países compunham o campo competitivo. No Campeonato Mundial de 2013, a competição cresceu para incluir 264 homens de 71 países e 134 mulheres de 57 países. Até 2023, já foram realizadas mais de cinquenta edições dos campeonatos e mais de cinquenta países conquistaram medalhas em provas de ginástica artística.
A nação mais bem sucedida, tanto em resultados de medalhas de ouro quanto em número total de medalhas, é a antiga União Soviética (não incluindo medalhas de seus estados sucessores), com a China vindo em seguida. Os Estados Unidos são o terceiro país mais bem sucedido em resultados de medalhas de ouro, enquanto o Japão é o terceiro em número total de medalhas. Desde a queda da Cortina de Ferro, as potências tradicionais no individual masculino e feminino ainda apresentavam resultados expressivos: Rússia, Bielorrússia, Ucrânia, China, Estados Unidos, Japão e Romênia. As últimas duas décadas foram marcadas por resultados crescentes de duas potências emergentes: Grã-Bretanha e Brasil e, no mesmo período, uma grande diminuição nos resultados da Bielorrússia, Romênia e Ucrânia. Após uma agenda lotada e algumas provas que levaram à realização de dois campeonatos mundiais separados em 1994 (um para provas individuais e outro para equipes), foi decidido que em cada ano olímpico o campeonato não seria realizado e que a edição realizada em no ano seguinte dos Jogos, seria realizada apenas a competição individual. No entanto, este ciclo foi quebrado em 2021, quando a pandemia de COVID-19 fez com que os Jogos Olímpicos de Verão de 2020 fossem adiados por um ano, a edição prevista para esse ano não foi cancelada. Enquanto os Jogos foram realizados entre julho e agosto de 2021, o Campeonato Mundial foi alocado para o final do mesmo ano.

## Edições
| Ano  | Edição      | Cidade sede  | País               | Eventos (mas/fem) | Primeiro no Quadro de Medalhas | Segundo no Quadro de Medalhas | Terceiro no Quadro de Medalhas |
| ---- | ----------- | ------------ | ------------------ | ----------------- | ------------------------------ | ----------------------------- | ------------------------------ |
| 1903 | 1           | Antuérpia    | Bélgica            | 6 / 0             | França                         | Luxemburgo                    | Países Baixos                  |
| 1905 | 2           | Bordeaux     | França             | 5 / 0             | França                         | Países Baixos                 | Bélgica                        |
| 1907 | 3           | Praga        | Áustria-Hungria    | 5 / 0             | Boémia                         | França                        | Bélgica                        |
| 1909 | 4           | Luxemburgo   | Luxemburgo         | 5 / 0             | França                         | Itália                        | Boémia                         |
| 1911 | 5           | Turin        | Itália             | 6 / 0             | Boémia                         | Itália                        | França                         |
| 1913 | 6           | Paris        | França             | 6 / 0             | Itália                         | França                        | Boémia                         |
| 1922 | 7           | Liubliana    | Iugoslávia         | 6 / 0             | Iugoslávia                     | Tchecoslováquia               | França                         |
| 1926 | 8           | Lyon         | França             | 6 / 0             | Tchecoslováquia                | Iugoslávia                    | França                         |
| 1930 | 9           | Luxemburgo   | Luxemburgo         | 7 / 0             | Iugoslávia                     | Tchecoslováquia               | Hungria                        |
| 1931 | Não oficial | Paris        | França             | 6 / 0             | —                              | —                             | —                              |
| 1934 | 10          | Budapeste    | Hungria            | 8 / 2             | Suíça                          | Tchecoslováquia               | Alemanha                       |
| 1938 | 11          | Praga        | Tchecoslováquia    | 8 / 6             | Tchecoslováquia                | Suíça                         | Iugoslávia                     |
| 1950 | 12          | Basileia     | Suíça              | 8 / 6             | Suíça                          | Polônia                       | Suécia                         |
| 1954 | 13          | Roma         | Itália             | 8 / 6             | União Soviética                | Japão                         | Tchecoslováquia                |
| 1958 | 14          | Moscou       | União Soviética    | 8 / 6             | União Soviética                | Japão                         | Tchecoslováquia                |
| 1962 | 15          | Praga        | Tchecoslováquia    | 8 / 6             | União Soviética                | Japão                         | Tchecoslováquia                |
| 1966 | 16          | Dortmund     | Alemanha Ocidental | 8 / 6             | União Soviética                | Japão                         | Tchecoslováquia                |
| 1970 | 17          | Liubliana    | RSF Iugoslávia     | 8 / 6             | Japão                          | União Soviética               | Alemanha Oriental              |
| 1974 | 18          | Varna        | Bulgária           | 8 / 6             | União Soviética                | Japão                         | Alemanha Oriental              |
| 1978 | 19          | Estrasburgo  | França             | 8 / 6             | União Soviética                | Japão                         | Estados Unidos                 |
| 1979 | 20          | Fort Worth   | Estados Unidos     | 8 / 6             | União Soviética                | Estados Unidos                | Romênia                        |
| 1981 | 21          | Moscou       | União Soviética    | 8 / 6             | União Soviética                | Alemanha Oriental             | China                          |
| 1983 | 22          | Budapeste    | Hungria            | 8 / 6             | União Soviética                | China                         | Romênia                        |
| 1985 | 23          | Montreal     | Canadá             | 8 / 6             | União Soviética                | China                         | Alemanha Oriental              |
| 1987 | 24          | Rotterdam    | Países Baixos      | 8 / 6             | União Soviética                | Romênia                       | China                          |
| 1989 | 25          | Stuttgart    | Alemanha Ocidental | 8 / 6             | União Soviética                | Romênia                       | China                          |
| 1991 | 26          | Indianapolis | Estados Unidos     | 8 / 6             | União Soviética                | China                         | Roménia                        |
| 1992 | 27          | Paris        | França             | 6 / 4             | CIS                            | China                         | Estados Unidos                 |
| 1993 | 28          | Birmingham   | Grã-Bretanha       | 7 / 5             | Bielorrússia                   | Estados Unidos                | Roménia                        |
| 1994 | 29          | Brisbane     | Austrália          | 7 / 5             | Bielorrússia                   | Roménia                       | China Estados Unidos           |
| 1994 | 30          | Dortmund     | Alemanha           | 1 / 1             | China Roménia                  | —                             | Rússia                         |
| 1995 | 31          | Sabae        | Japão              | 8 / 6             | China                          | Ucrânia                       | Roménia                        |
| 1996 | 32          | San Juan     | Porto Rico         | 6 / 4             | Rússia                         | Roménia                       | Bielorrússia                   |
| 1997 | 33          | Lausana      | Suíça              | 8 / 6             | Roménia                        | Rússia                        | China                          |
| 1999 | 34          | Tianjin      | China              | 8 / 6             | Rússia                         | China                         | Roménia                        |
| 2001 | 35          | Ghent        | Bélgica            | 8 / 6             | Roménia                        | Rússia                        | Bulgária                       |
| 2002 | 36          | Debrecen     | Hungria            | 6 / 4             | Roménia                        | China                         | Estados Unidos                 |
| 2003 | 37          | Anaheim      | Estados Unidos     | 8 / 6             | China                          | Estados Unidos                | Japão                          |
| 2005 | 38          | Melbourne    | Austrália          | 7 / 5             | Estados Unidos                 | China                         | Eslovênia                      |
| 2006 | 39          | Aarhus       | Dinamarca          | 8 / 6             | China                          | Roménia                       | Austrália                      |
| 2007 | 40          | Stuttgart    | Alemanha           | 8 / 6             | China                          | Estados Unidos                | Alemanha                       |
| 2009 | 41          | Londres      | Grã-Bretanha       | 7 / 5             | China                          | Estados Unidos                | Roménia                        |
| 2010 | 42          | Rotterdam    | Países Baixos      | 8 / 6             | China                          | Rússia                        | Estados Unidos                 |
| 2011 | 43          | Tóquio       | Japão              | 8 / 6             | China                          | Estados Unidos                | Rússia                         |
| 2013 | 44          | Antuérpia    | Bélgica            | 7 / 5             | Japão                          | Estados Unidos                | China                          |
| 2014 | 45          | Nanning      | China              | 8 / 6             | Estados Unidos                 | China                         | Coreia do Norte                |
| 2015 | 46          | Glasgow      | Grã-Bretanha       | 8 / 6             | Estados Unidos                 | Japão                         | Rússia                         |
| 2017 | 47          | Montreal     | Canadá             | 7 / 5             | China                          | Japão                         | Rússia                         |
| 2018 | 48          | Doha         | Catar              | 8 / 6             | Estados Unidos                 | China                         | Rússia                         |
| 2019 | 49          | Stuttgart    | Alemanha           | 8 / 6             | Estados Unidos                 | Rússia                        | Grã-Bretanha                   |
| 2021 | 50          | Kitakyushu   | Japão              | 7 / 5             | China                          | Japão                         | Itália                         |
| 2022 | 51          | Liverpool    | Grã-Bretanha       | 8 / 6             | Estados Unidos                 | China                         | Japão                          |
| 2023 | 52          | Antuérpia    | Bélgica            | 8 / 6             | Estados Unidos                 | Japão                         | China                          |
| 2025 | 53          | Jacarta      | Indonésia          | 7 / 5             | Evento futuro                  | Evento futuro                 | Evento futuro                  |
| 2026 | 54          | Rotterdam    | Países Baixos      | 8 / 6             | Evento futuro                  | Evento futuro                 | Evento futuro                  |
| 2027 | 55          | Chengdu      | China              | 8 / 6             | Evento futuro                  | Evento futuro                 | Evento futuro                  |

## Quadro de medalhas
Última atualização após o Campeonato Mundial de 2023.

### Eventos masculinos
| Pos.  | Nação                            | Medalha de ouro | Medalha de prata | Medalha de bronze | Total |
| ----- | -------------------------------- | --------------- | ---------------- | ----------------- | ----- |
| 1     | China                            | 69              | 37               | 30                | 136   |
| 2     | União Soviética                  | 61              | 46               | 31                | 138   |
| 3     | Japão                            | 50              | 56               | 61                | 167   |
| 4     | França                           | 25              | 29               | 20                | 74    |
| 5     | Suíça                            | 19              | 15               | 14                | 48    |
| 6     | Tchecoslováquia                  | 18              | 16               | 14                | 48    |
| 7     | Iugoslávia                       | 17              | 9                | 8                 | 34    |
| 8     | Itália                           | 14              | 9                | 23                | 46    |
| 9     | Rússia                           | 13              | 21               | 14                | 48    |
| 10    | Roménia                          | 12              | 9                | 5                 | 26    |
| 11    | Bielorrússia                     | 12              | 7                | 11                | 30    |
| 12    | Estados Unidos                   | 10              | 12               | 16                | 38    |
| 13    | Boémia [a]                       | 10              | 8                | 10                | 28    |
| 14    | Hungria                          | 9               | 10               | 5                 | 24    |
| 15    | Grécia                           | 7               | 3                | 2                 | 12    |
| 16    | Alemanha Oriental                | 6               | 6                | 14                | 26    |
| 17    | Coreia do Sul                    | 6               | 2                | 3                 | 11    |
| 18    | Coreia do Norte                  | 6               | 0                | 2                 | 8     |
| 19    | Grã-Bretanha                     | 6               | 10               | 6                 | 22    |
| 20    | Alemanha                         | 6               | 9                | 12                | 27    |
| 21    | Países Baixos                    | 5               | 5                | 2                 | 12    |
| 22    | CEI [c]                          | 5               | 2                | 3                 | 10    |
| 23    | Ucrânia                          | 4               | 9                | 14                | 27    |
| 24    | Bulgária                         | 4               | 6                | 11                | 21    |
| 25    | Brasil                           | 4               | 4                | 3                 | 11    |
| 26    | Eslovênia                        | 3               | 4                | 0                 | 7     |
| 27    | Finlândia                        | 2               | 5                | 2                 | 9     |
| 28    | Alemanha Ocidental               | 2               | 5                | 1                 | 8     |
| 29    | Espanha                          | 2               | 3                | 1                 | 6     |
| 30    | Filipinas                        | 2               | 2                | 2                 | 6     |
| 31    | Turquia                          | 2               | 1                | 0                 | 3     |
| 32    | Austrália                        | 1               | 2                | 2                 | 5     |
| 32    | Polónia                          | 1               | 2                | 2                 | 5     |
| 34    | Croácia                          | 1               | 3                | 1                 | 5     |
| 35    | Luxemburgo                       | 1               | 0                | 4                 | 5     |
| 36    | Armênia                          | 1               | 0                | 2                 | 3     |
| 37    | Irlanda                          | 2               | 0                | 1                 | 3     |
| 38    | Cazaquistão                      | 1               | 0                | 1                 | 2     |
| 39    | Bélgica                          | 0               | 4                | 4                 | 8     |
| 40    | Canadá                           | 0               | 3                | 4                 | 7     |
| 41    | Israel                           | 1               | 2                | 3                 | 6     |
| 42    | Cuba                             | 0               | 2                | 2                 | 4     |
| 43    | Taipé Chinesa                    | 0               | 2                | 1                 | 3     |
| 43    | Letônia                          | 0               | 2                | 1                 | 3     |
| 45    | Áustria-Hungria [b]              | 0               | 1                | 1                 | 2     |
| 46    | Jordânia                         | 0               | 1                | 1                 | 2     |
| 46    | México                           | 0               | 1                | 0                 | 1     |
| 48    | Azerbaijão                       | 0               | 0                | 1                 | 1     |
| 48    | Porto Rico                       | 0               | 0                | 1                 | 1     |
| 48    | Federação Russa de Ginástica [e] | 0               | 0                | 1                 | 1     |
| 48    | Suécia                           | 0               | 0                | 1                 | 1     |
| 48    | Uzbequistão                      | 0               | 0                | 1                 | 1     |
| –     | Atleta independente [d]          | 0               | 0                | 1                 | 1     |
| Total | Total                            | 420             | 385              | 376               | 1181  |

### Eventos femininos
| Pos.  | Nação                            | Medalha de ouro | Medalha de prata | Medalha de bronze | Total |
| ----- | -------------------------------- | --------------- | ---------------- | ----------------- | ----- |
| 1     | Estados Unidos                   | 56              | 43               | 31                | 130   |
| 2     | União Soviética                  | 50              | 40               | 28                | 118   |
| 3     | Roménia                          | 36              | 36               | 37                | 109   |
| 4     | China                            | 23              | 23               | 18                | 64    |
| 5     | Rússia                           | 23              | 22               | 22                | 67    |
| 6     | Tchecoslováquia                  | 16              | 13               | 6                 | 35    |
| 7     | Alemanha Oriental                | 11              | 7                | 15                | 33    |
| 8     | Japão                            | 5               | 3                | 11                | 19    |
| 9     | Brasil                           | 4               | 5                | 5                 | 14    |
| 10    | Grã-Bretanha                     | 4               | 2                | 6                 | 12    |
| 11    | Polónia                          | 4               | 0                | 7                 | 11    |
| 12    | Ucrânia                          | 3               | 4                | 5                 | 12    |
| 13    | Suécia                           | 3               | 1                | 1                 | 5     |
| 14    | Hungria                          | 2               | 5                | 3                 | 10    |
| 14    | Coreia do Norte                  | 2               | 3                | 1                 | 6     |
| 16    | Bélgica                          | 2               | 0                | 2                 | 4     |
| 17    | Bielorrússia                     | 2               | 0                | 0                 | 2     |
| 18    | Itália                           | 1               | 3                | 6                 | 10    |
| 19    | Alemanha                         | 1               | 2                | 4                 | 7     |
| 20    | Austrália                        | 1               | 2                | 2                 | 5     |
| 20    | Uzbequistão                      | 1               | 2                | 2                 | 5     |
| 22    | Áustria                          | 1               | 1                | 1                 | 3     |
| 22    | Federação Russa de Ginástica [e] | 1               | 1                | 1                 | 3     |
| 24    | Bulgária                         | 1               | 0                | 2                 | 3     |
| 25    | Espanha                          | 1               | 0                | 1                 | 2     |
| 26    | Canadá                           | 0               | 4                | 2                 | 6     |
| 27    | Países Baixos                    | 0               | 3                | 1                 | 4     |
| 28    | Iugoslávia                       | 0               | 2                | 0                 | 2     |
| 29    | França                           | 0               | 1                | 7                 | 8     |
| 30    | CEI [c]                          | 0               | 1                | 2                 | 3     |
| 31    | Suíça                            | 0               | 1                | 1                 | 2     |
| 32    | Argélia                          | 0               | 1                | 0                 | 1     |
| 33    | Coreia do Sul                    | 0               | 0                | 1                 | 1     |
| 33    | Cuba                             | 0               | 0                | 1                 | 1     |
| 33    | México                           | 0               | 0                | 1                 | 1     |
| 33    | Vietname                         | 0               | 0                | 1                 | 1     |
| Total | Total                            | 254             | 231              | 234               | 719   |

### Geral
Última atualização após o Campeonato Mundial de 2023.
| Pos.                | País                             | Ouro | Prata | Bronze | Total |
| ------------------- | -------------------------------- | ---- | ----- | ------ | ----- |
| 1                   | União Soviética                  | 111  | 86    | 59     | 256   |
| 2                   | China                            | 92   | 60    | 48     | 200   |
| 3                   | Estados Unidos                   | 66   | 55    | 47     | 168   |
| 4                   | Japão                            | 55   | 59    | 72     | 186   |
| 5                   | Roménia                          | 48   | 45    | 42     | 135   |
| 6                   | Rússia                           | 36   | 43    | 36     | 115   |
| 7                   | Tchecoslováquia                  | 34   | 29    | 20     | 83    |
| 8                   | França                           | 25   | 30    | 27     | 82    |
| 9                   | Suíça                            | 19   | 16    | 15     | 50    |
| 10                  | Alemanha Oriental                | 17   | 13    | 29     | 59    |
| 11                  | Iugoslávia                       | 17   | 11    | 8      | 36    |
| 12                  | Itália                           | 15   | 12    | 29     | 56    |
| 13                  | Bielorrússia                     | 14   | 7     | 11     | 32    |
| 14                  | Hungria                          | 11   | 15    | 8      | 34    |
| 15                  | Grã-Bretanha                     | 10   | 12    | 12     | 34    |
| 16                  | Boémia [a]                       | 10   | 8     | 10     | 28    |
| 17                  | Brasil                           | 8    | 9     | 8      | 25    |
| 18                  | Coreia do Norte                  | 8    | 3     | 3      | 14    |
| 19                  | Ucrânia                          | 7    | 13    | 19     | 39    |
| 20                  | Alemanha                         | 7    | 11    | 16     | 34    |
| 21                  | Grécia                           | 7    | 3     | 2      | 12    |
| 22                  | Coreia do Sul                    | 6    | 2     | 4      | 12    |
| 23                  | Países Baixos                    | 5    | 8     | 3      | 16    |
| 24                  | Bulgária                         | 5    | 6     | 13     | 24    |
| 25                  | CEI [c]                          | 5    | 3     | 5      | 13    |
| 26                  | Polónia                          | 5    | 2     | 9      | 16    |
| 27                  | Eslovénia                        | 3    | 4     | 0      | 7     |
| 28                  | Espanha                          | 3    | 3     | 2      | 8     |
| 29                  | Suécia                           | 3    | 1     | 2      | 6     |
| 30                  | Finlândia                        | 2    | 5     | 2      | 9     |
| 31                  | Alemanha Ocidental               | 2    | 5     | 1      | 8     |
| 32                  | Bélgica                          | 2    | 4     | 6      | 12    |
| 33                  | Austrália                        | 2    | 4     | 4      | 10    |
| 34                  | Filipinas                        | 2    | 2     | 2      | 6     |
| 35                  | Turquia                          | 2    | 1     | 0      | 3     |
| 36                  | Irlanda                          | 2    | 0     | 1      | 3     |
| 37                  | Croácia                          | 1    | 3     | 1      | 5     |
| 38                  | Israel                           | 1    | 2     | 3      | 6     |
| 38                  | Uzbequistão                      | 1    | 2     | 3      | 6     |
| 40                  | Federação Russa de Ginástica [e] | 1    | 1     | 2      | 4     |
| 41                  | Áustria                          | 1    | 1     | 1      | 3     |
| 42                  | Luxemburgo                       | 1    | 0     | 4      | 5     |
| 43                  | Arménia                          | 1    | 0     | 2      | 3     |
| 44                  | Cazaquistão                      | 1    | 0     | 1      | 2     |
| 45                  | Canadá                           | 0    | 7     | 6      | 13    |
| 46                  | Cuba                             | 0    | 2     | 3      | 5     |
| 47                  | Letónia                          | 0    | 2     | 1      | 3     |
| 47                  | Taipé Chinesa                    | 0    | 2     | 1      | 3     |
| 49                  | Jordânia                         | 0    | 1     | 1      | 2     |
| 49                  | México                           | 0    | 1     | 1      | 2     |
| 49                  | Áustria-Hungria [b]              | 0    | 1     | 1      | 2     |
| 52                  | Argélia                          | 0    | 1     | 0      | 1     |
| 53                  | Azerbaijão                       | 0    | 0     | 1      | 1     |
| 53                  | Porto Rico                       | 0    | 0     | 1      | 1     |
| 53                  | Vietname                         | 0    | 0     | 1      | 1     |
| –                   | Atleta independente [d]          | 0    | 0     | 1      | 1     |
| Total (55 entradas) | Total (55 entradas)              | 674  | 616   | 610    | 1900  |

Notes
- ↑[a]  Documentos oficiais da FIG creditam medalhas conquistadas por atletas da Boêmia como medalhas para a Tchecoslováquia.
- ↑[b]  Documentos oficiais da FIG creditam medalhas conquistadas por atletas da Áustria-Hungria como medalhas para a Iugoslávia.
- ↑[c]  Documentos oficiais da FIG creditam medalhas conquistadas por atletas da antiga União Soviética no Campeonato Mundial de Ginástica Artística de 1992 em Paris, França, como medalhas para CEI (Comunidade dos Estados Independentes).[11][12]
- ↑[d]  No Campeonato Mundial de Ginástica Artística de 1993 em Birmingham, Grã-Bretanha, o atleta nascido no Azerbaijão Valery Belenky ganhou uma medalha de bronze competindo como atleta independente (UNA) porque o Azerbaijão não tinha uma federação de ginástica para ele competir. Mais tarde, documentos oficiais da FIG creditam sua medalha como uma medalha para Alemanha.[11][12]
- ↑[e]  No Campeonato Mundial de Ginástica Artística de 2021 em Kitakyushu, Japão, de acordo com uma proibição da Agência Mundial Antidoping (WADA) e uma decisão da Tribunal Arbitral do Esporte (CAS), os atletas da Rússia não foram autorizados a usar o nome, bandeira ou hino russo. Em vez disso, eles participaram sob o nome e a bandeira da RGF (Federação Russa de Ginástica).

## Estatísticas

### Múltiplos medalhistas de ouro
Negrito denota ginastas artísticos ativos e maior contagem de medalhas entre todas os ginastas artísticos (incluindo aqueles não incluídos nestas tabelas) por tipo.

#### Masculino

##### Todos os eventos
| Pos. | Ginasta            | País                                 | De   | Até  | Medalha de ouro | Medalha de prata | Medalha de bronze | Total |
| ---- | ------------------ | ------------------------------------ | ---- | ---- | --------------- | ---------------- | ----------------- | ----- |
| 1    | Vitaly Scherbo     | União Soviética · CEI · Bielorrússia | 1991 | 1996 | 12              | 7                | 4                 | 23    |
| 2    | Kōhei Uchimura     | Japão                                | 2009 | 2018 | 10              | 6                | 5                 | 21    |
| 3    | Joseph Martinez    | França                               | 1903 | 1909 | 10              | 1                | –                 | 11    |
| 4    | Yuri Korolev       | União Soviética                      | 1981 | 1987 | 9               | 3                | 1                 | 13    |
| 5    | Dmitry Bilozerchev | União Soviética                      | 1983 | 1987 | 8               | 4                | –                 | 12    |
| 6    | Li Xiaopeng        | China                                | 1997 | 2005 | 8               | 2                | 1                 | 11    |
| 7    | Marian Drăgulescu  | Roménia                              | 2001 | 2015 | 8               | 2                | –                 | 10    |
| 8    | Chen Yibing        | China                                | 2006 | 2011 | 8               | –                | –                 | 8     |
| 9    | Eizō Kenmotsu      | Japão                                | 1970 | 1979 | 7               | 5                | 3                 | 15    |
| 10   | Alexander Dityatin | União Soviética                      | 1978 | 1981 | 7               | 2                | 3                 | 12    |
| 10   | Akinori Nakayama   | Japão                                | 1966 | 1970 | 7               | 2                | 3                 | 12    |

##### Eventos individuais
| Pos. | Ginasta            | País                                 | De   | Até  | Medalha de ouro | Medalha de prata | Medalha de bronze | Total |
| ---- | ------------------ | ------------------------------------ | ---- | ---- | --------------- | ---------------- | ----------------- | ----- |
| 1    | Vitaly Scherbo     | União Soviética · CEI · Bielorrússia | 1991 | 1996 | 11              | 7                | 4                 | 22    |
| 2    | Kōhei Uchimura     | Japão                                | 2009 | 2018 | 9               | 3                | 4                 | 16    |
| 3    | Marian Drăgulescu  | Roménia                              | 2001 | 2015 | 8               | 2                | –                 | 10    |
| 4    | Dmitry Bilozerchev | União Soviética                      | 1983 | 1987 | 7               | 3                | –                 | 10    |
| 5    | Joseph Martinez    | França                               | 1903 | 1909 | 7               | 1                | –                 | 8     |
| 6    | Yuri Korolev       | União Soviética                      | 1981 | 1987 | 6               | 2                | 1                 | 9     |
| 7    | Eugen Mack         | Suíça                                | 1934 | 1938 | 5               | 3                | 1                 | 9     |
| 8    | Marco Torrès       | França                               | 1909 | 1913 | 5               | 3                | –                 | 8     |
| 9    | Akinori Nakayama   | Japão                                | 1966 | 1970 | 5               | 2                | 3                 | 10    |
| 9    | Alexei Nemov       | Rússia                               | 1995 | 2003 | 5               | 2                | 3                 | 10    |

Nota
Alois Hudec da Tchecoslováquia ganhou 3 medalhas de ouro individuais na competição comemorativa que foi realizada em Paris, França, em 1931 e referida como o "Primeiro Campeonato Mundial Artístico Masculino". Mais tarde, ele ganhou 2 medalhas de ouro e 3 de prata nos eventos individuais nos Campeonatos Mundiais de Ginástica Artística de 1934 e 1938 – isso o faria cinco vezes campeão mundial e cinco vezes medalhista mundial de prata nas provas individuais. No entanto, os resultados de 1931 muitas vezes parecem ser ignorados por várias autoridades do esporte e esta competição comemorativa não é totalmente considerada como o Campeonato Mundial.

### Feminino

#### Todos os eventos
| Pos. | Ginasta                 | País            | De   | Até  | Medalha de ouro | Medalha de prata | Medalha de bronze | Total |
| ---- | ----------------------- | --------------- | ---- | ---- | --------------- | ---------------- | ----------------- | ----- |
| 1    | Simone Biles            | Estados Unidos  | 2013 | 2023 | 23              | 4                | 3                 | 30    |
| 2    | Svetlana Khorkina       | Rússia          | 1994 | 2003 | 9               | 8                | 3                 | 20    |
| 3    | Larisa Latynina (Diriy) | União Soviética | 1954 | 1966 | 9               | 4                | 1                 | 14    |
| 4    | Gina Gogean             | Roménia         | 1993 | 1997 | 9               | 2                | 4                 | 15    |
| 5    | Ludmilla Tourischeva    | União Soviética | 1970 | 1974 | 7               | 2                | 2                 | 11    |
| 6    | Daniela Silivaș         | Roménia         | 1985 | 1989 | 7               | 2                | 1                 | 10    |
| 7    | Simona Amânar           | Roménia         | 1994 | 1999 | 6               | 4                | –                 | 10    |
| 8    | Nellie Kim              | União Soviética | 1974 | 1979 | 5               | 4                | 2                 | 11    |
| 8    | Yelena Shushunova       | União Soviética | 1985 | 1987 | 5               | 4                | 2                 | 11    |
| 10   | Lavinia Miloșovici      | Roménia         | 1991 | 1996 | 5               | 3                | 5                 | 13    |

#### Eventos individuais
| Pos. | Ginasta              | País              | De   | Até  | Medalha de ouro | Medalha de prata | Medalha de bronze | Total |
| ---- | -------------------- | ----------------- | ---- | ---- | --------------- | ---------------- | ----------------- | ----- |
| 1    | Simone Biles         | Estados Unidos    | 2013 | 2023 | 18              | 4                | 3                 | 25    |
| 2    | Svetlana Khorkina    | Rússia            | 1994 | 2003 | 9               | 5                | 2                 | 16    |
| 3    | Larisa Latynina      | União Soviética   | 1958 | 1962 | 6               | 3                | 1                 | 10    |
| 4    | Gina Gogean          | Roménia           | 1993 | 1997 | 6               | 2                | 4                 | 12    |
| 5    | Daniela Silivaș      | Roménia           | 1985 | 1989 | 6               | –                | 1                 | 7     |
| 6    | Ludmilla Tourischeva | União Soviética   | 1970 | 1974 | 5               | 2                | 2                 | 9     |
| 7    | Maxi Gnauck          | Alemanha Oriental | 1979 | 1983 | 5               | 1                | –                 | 6     |
| 7    | Shannon Miller       | Estados Unidos    | 1991 | 1994 | 5               | 1                | –                 | 6     |
| 9    | Yelena Shushunova    | União Soviética   | 1985 | 1987 | 4               | 3                | 2                 | 9     |
| 10   | Helena Rakoczy       | Polónia           | 1950 | 1954 | 4               | –                | 3                 | 7     |

Note
Poucas fontes não primárias afirmam que no Campeonato Mundial de Ginástica Artística de 1938, em Praga, Vlasta Děkanová da Tchecoslováquia ganhou 2 ou 3 ouros em vários aparelhos. Segundo algumas fontes, Děkanová e sua compatriota Matylda Pálfyová dividiram medalhas de ouro nas barras paralelas (este evento foi substituído por barras assimétricas no programa feminino em todos os campeonatos mundiais subsequentes), enquanto outros afirmam que Pálfyová compartilhou essa vitória com a ginasta polonesa Marta Majowska, não Děkanová. A única fonte primária sobre o assunto, o livro lançado oficialmente pela Federação Internacional de Ginástica contendo os resultados dos Campeonatos Mundiais de 1903 a 2005, informa que as medalhas foram distribuídas apenas no evento geral por equipes e no individual geral. Portanto, de acordo com relatórios oficiais, o número oficial de medalhas de ouro de Děkanová é quatro, duas no individual geral (1934 e 1938) e duas em eventos por equipes (1934 e 1938) - não seis ou sete.

## Melhores resultados das principais nações por evento

### Resultados masculinos
Apenas nações com medalhas em cinco ou mais eventos são listadas. As posições abaixo do terceiro lugar não são consideradas. Os resultados da Alemanha e da Alemanha Ocidental foram combinados.
| Evento           | BEL | BLR | BOH | BUL | CHN | CEI | FIN | FRA | GBR | GDR | GER | ITA | JPN | ROU | RUS | SUI | TCH | UKR | URS | USA | YUG |
| ---------------- | --- | --- | --- | --- | --- | --- | --- | --- | --- | --- | --- | --- | --- | --- | --- | --- | --- | --- | --- | --- | --- |
| Equipes          | 2   | 1   | 1   | –   | 1   | –   | 2   | 1   | 2   | 2   | 3   | 3   | 1   | 3   | 1   | 1   | 1   | 3   | 1   | 2   | 2   |
| Individual geral | 2   | 1   | 1   | 3   | 1   | –   | 3   | 1   | 2   | 3   | 2   | 2   | 1   | –   | 1   | 1   | 1   | 2   | 1   | 1   | 1   |
| Solo             | –   | 1   | –   | 1   | 1   | 1   | 3   | 2   | 1   | 1   | 3   | 1   | 1   | 1   | 1   | 1   | 1   | 1   | 1   | 1   | 1   |
| Cavalo com alças | –   | –   | 1   | 3   | 1   | 1   | –   | 1   | 1   | 1   | 1   | 1   | 1   | 1   | 1   | 1   | 1   | 3   | 1   | 1   | 1   |
| Argolas          | 2   | 3   | 1   | 1   | 1   | 1   | 2   | 1   | 3   | 2   | 1   | 1   | 1   | 1   | 2   | 1   | 1   | 3   | 1   | 2   | 1   |
| Salto            | –   | 1   | –   | 3   | 1   | 2   | 2   | 1   | 3   | 3   | 2   | 2   | 1   | 1   | 1   | 1   | 1   | 1   | 1   | 2   | –   |
| Barras paralelas | 3   | 1   | 2   | –   | 1   | 1   | 2   | 1   | 1   | 1   | 1   | 1   | 1   | –   | 2   | 1   | 1   | 1   | 1   | 1   | 1   |
| Barra fixa       | 2   | 1   | 1   | 2   | 1   | 1   | 1   | 1   | –   | 2   | 1   | 2   | 1   | 2   | 1   | 1   | 1   | 2   | 1   | 1   | 1   |

### Resultados femininos
Apenas nações com medalhas em três ou mais eventos são listadas. As posições abaixo do oitavo lugar não são consideradas. Os resultados da Alemanha e da Alemanha Ocidental foram combinados.
| Event               | AUS | AUT | BRA | CAN | CHN | FRA | GBR | GDR | GER | HUN | ITA | JPN | NED | POL | ROU | RUS | SWE | TCH | UKR | URS | USA |
| ------------------- | --- | --- | --- | --- | --- | --- | --- | --- | --- | --- | --- | --- | --- | --- | --- | --- | --- | --- | --- | --- | --- |
| Equipes             | 3   | 6   | 2   | 3   | 1   | 2   | 2   | 2   | 6   | 2   | 3   | 3   | 5   | 3   | 1   | 1   | 1   | 1   | 3   | 1   | 1   |
| Individual geral    | 3   | 3   | 1   | 2   | 2   | 5   | 3   | 2   | 6   | 2   | 1   | 2   | 5   | 1   | 1   | 1   | 2   | 1   | 1   | 1   | 1   |
| Salto               | –   | 2   | 1   | 2   | 1   | 3   | 3   | 1   | 2   | 1   | 2   | 5   | 6   | 1   | 1   | 1   | 1   | 1   | 1   | 1   | 1   |
| Barras assimétricas | 6   | 1   | 2   | –   | 1   | 3   | 1   | 1   | 3   | 1   | 3   | 2   | 2   | 3   | 1   | 1   | 1   | 2   | 2   | 1   | 1   |
| Trave               | 2   | –   | 3   | 2   | 1   | 4   | –   | 1   | 1   | 3   | 2   | 1   | 2   | 1   | 1   | 1   | –   | 1   | 1   | 1   | 1   |
| Solo                | 1   | –   | 1   | 5   | 1   | 3   | 1   | 3   | –   | 2   | 2   | 1   | 2   | 1   | 1   | 1   | –   | 1   | 3   | 1   | 1   |